# Motín de la Trucha

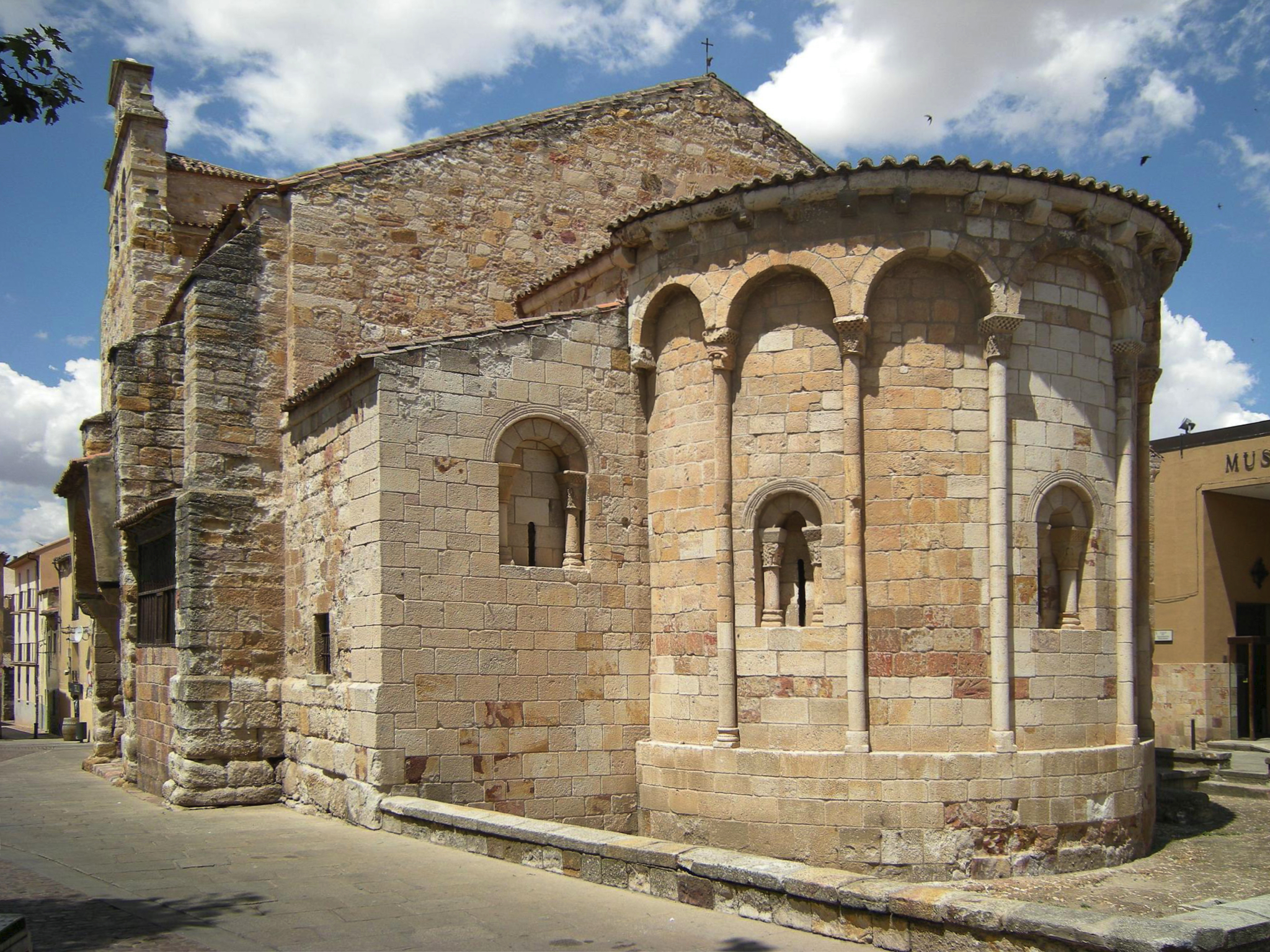
Iglesia de Santa María “La Nueva”, lugar donde se produjo la revuelta.

El “Motín de la Trucha” fue una revuelta popular urbana acaecida en el año 1158 en la ciudad de Zamora, España.
Es considerada como una de revueltas burguesas que se sucedieron en el norte de la península ibérica durante el siglo XII. No existen crónicas objetivas y coetáneas que la describan. Los relatos escritos son de época muy posterior, aunque se conserva el testimonio arqueológico de la iglesia de Santa María “La Nueva”, lugar en el que se desarrolló uno de los principales actos de este suceso. En la actualidad, la ciudad de Zamora conserva la denominación de Motín de la Trucha en una de las calles adyacentes a la citada iglesia.

## Contexto
El norte de la península ibérica inicia su desarrollo económico a partir del siglo X. El motor de este auge fue el Camino de Santiago, vía que no sólo facilitó el acceso de peregrinos europeos hacia Santiago de Compostela, sino que además favoreció el asentamiento de comerciantes y artesanos europeos en los principales núcleos de población de la ruta Jacobea.
Al amparo del desarrollo de las nuevas actividades productivas, diferenciadas de la clásica producción agrícola, surge una burguesía mercantil que comenzó a acumular grandes fortunas. Su paulatino enriquecimiento tuvo como una de sus principales consecuencias la pretensión de alcanzar mayores cuotas de poder en la vida política de las ciudades y villas en las que residía.
La ambición de poder de la burguesía fue finalmente el germen de su enfrentamiento con el poder tradicional, ejercido en aquella época por nobles laicos y eclesiásticos. Así fue como durante el siglo XII se produjo en el norte de la península una serie de disturbios que algunos historiadores califican como “revueltas burguesas”. Entre ellas la del Motín de la Trucha de la ciudad de Zamora, pero también otras como las acaecidas en Medina del Campo, Sahagún, Salamanca o Santiago de Compostela.

## Relato
A comienzos del invierno del año 1158, tuvo lugar en Zamora una revuelta popular urbana en la que murieron un número indeterminado de nobles de la ciudad. El relato de lo acaecido, pudo haberse desarrollado de la siguiente forma:
En el mercado de la villa, un pescadero estaba vendiendo la última trucha del puesto a un zapatero o al hijo de Pedro el pellitero, uno u otro según distintas versiones. Irrumpe en el puesto el criado de Gómez Álvarez, noble de la villa, pidiendo para sí la compra del mismo género, alegando su preferencia en la compra como consecuencia de un supuesto privilegio nobiliario. La situación originó una airada discusión que congregó a una gran parte del público asistente al mercado, la mayoría partidaria del zapatero o pellitero. Finalmente este último se llevó la pieza.
Ante los hechos acaecidos, los nobles deciden apresar a los líderes del tumulto y se reúnen en la iglesia de Santa María para decidir las medidas a tomar. Por su parte los ciudadanos, temerosos de las represalias de los nobles y capitaneados por Benito “el pellitero”, deciden encerrar a los nobles en la iglesia en la que se habían concentrado y, acto seguido, prenden fuego al edificio. Esta última acción produjo la muerte de los nobles allí congregados, entre ellos de Ponce de Cabrera, hijo del conde del mismo nombre y tenente de la villa por mandato regio.
Ante el temor de las seguras represalias del tenente de la villa, los amotinados deciden huir hacia la frontera portuguesa y enviar mensajeros al rey Fernando II de León para solicitarle su perdón y la destitución de Ponce como tenente de Zamora, bajo la amenaza de que en caso contrario pasarían a poblar el vecino reino de Portugal.
El rey aceptó las peticiones de los amotinados a cambio de su vuelta a Zamora y de que reedificaran la iglesia, desde entonces Santa María “la Nueva”. Por su parte, el conde Ponce de Cabrera pasó al servicio de Sancho III de Castilla, hermano del rey de León, Fernando II.

## Las fuentes
Para el Motín de la Trucha no existen crónicas objetivas y coetáneas que describan esta revuelta urbana. Para su constatación hay que acudir a una documentación muy posterior, como el manuscrito atribuido a Florián de Ocampo y datado a finales del siglo XV o principios del siglo XVI, siendo posible que la existencia de este documento se deba más a una tradición oral que a un documento anterior. Dicho documento aparece al final del cómic escrito en 2024 por Eduardo Cabrero e ilustrado por Pifa Montgomery, en el cual se cuenta de una forma novelesca la historia/leyenda del Motín de la trucha.
Frente a la falta de una crónica escrita de la época, la única prueba tangible de la época es la propia iglesia de Santa María “La Nueva”. Del análisis arqueológico del inmueble, los especialistas confirman su reconstrucción, ya que hay dos estructuras superpuestas y claramente diferenciables, una datada a inicios del siglo XII y otra del siglo XIII.

## Los intervinientes

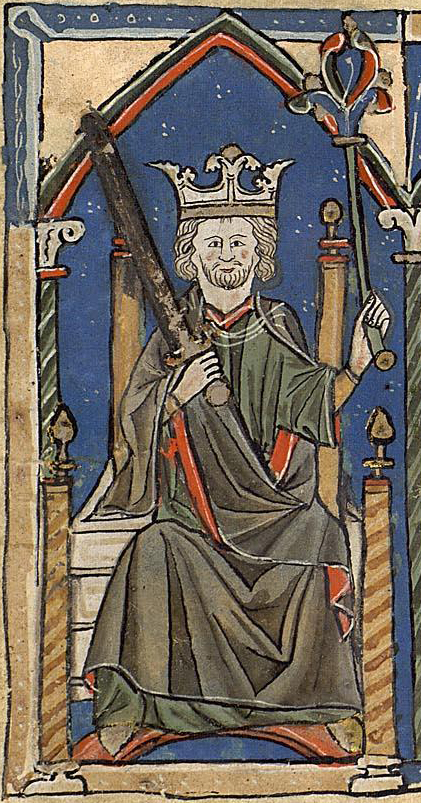
Fernando II, rey de León.

Poco más se conoce de Pedro y de Benito, ambos pertenecientes a la emergente actividad artesanal de la ciudad de Zamora e integrados en uno de los tradicionales oficios, el del pellitero y/o zapatero. Sin embargo, llama especialmente la atención la tremenda organización que consiguieron del colectivo ciudadano, pues al unísono se amotina contra el poder establecido, acaba con la nobleza zamorana de forma contundente y consigue la impunidad para posteriormente volver a la ciudad.
En cuanto al conde Ponce de Cabrera, la tradición oral juglaresca lo vincula de una forma directa con los hechos acaecidos en Zamora. La versión tradicional lo sitúa como tenente de la ciudad, pero ausente en la fecha del motín. Sin embargo, del estudio de la documentación histórica existente, se desprende que Ponce no solo no era el tenente de Zamora, ni estaba en el reino de León, sino que en esos momento se encontraba al servicio de Sancho III de Castilla.
Respecto al papel del rey de León, Fernando II, los hechos relatados suceden al comienzo de su mandato. Esta es una época en la que el monarca leonés tuvo que hacer un especial esfuerzo por consolidar las fronteras de su reino, ya que sus vecinos, los reinos de Portugal y de Castilla, mostraban notables ambiciones de expansión territorial. Además es una fase histórica en la que la nobleza existente sólo aspiraba a la satisfacción de sus propios intereses personales. Este último aspecto hace que no resulte tan extraño que la solución regia de este conflicto tenga una clara tendencia proburguesa. Con su decisión estaría reforzando su papel de monarca ante la nobleza, la ciudadanía y, de paso, asegurando sus intereses territoriales.

## Los mitos

### Ponce de Cabrera
Como antes se comentó, Ponce es un personaje que la documentación histórica escrita desvincula por completo del Motín de la Trucha. La vinculación de este noble con esta revuelta puede deberse a una reconstrucción posterior de los hechos, a fin de resaltar el papel protagonista de la burguesía frente a la nobleza que gobernaba la ciudad.

### Los privilegios

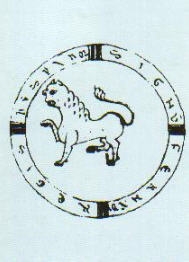
Sello de Fernando II, rey de León

Uno de los aspectos más controvertidos de la tradición oral es el supuesto privilegio de preferencia en la compra de los nobles en el mercado. Las ordenanzas municipales de Zamora de los siglos XV y XVI, documentos en los que se reflejó las costumbres de los habitantes de la villa, no contenían mención alguna al citado privilegio nobiliario. Estas normas se limitan simplemente a establecer los lugares en los que el concejo de la villa autorizaba la venta del pescado fresco, los precios máximos que habrían de fijar los oficiales del concejo o las sanciones por el incumplimiento de los dos preceptos anteriores. Es más, la limitación del precio podría mostrar una tendencia a garantizar que el grueso de la ciudadanía tuviera acceso a este género tan escaso y básico en la dieta de la época, impidiendo la existencia de precios abusivos que sólo podría pagar la nobleza.

### Lo sobrenatural
Algunas versiones también incluyen un aspecto sobrenatural relacionado con la Sagrada Hostia, venerada en el Sagrario de la iglesia de Santa María. Esta, según algunas versiones, salió de la custodia del altar y volando por el aire entre el fuego, salió de la iglesia por una rinconada de la pared. La Sagrada Forma aparecería posteriormente en el Sagrario de las Dueñas, beatario en el que se congregaba a las mujeres de los caballeros que se encontraban en la guerra, muy cercano a la iglesia de Santa María. Este beatario, posteriormente convertido en convento de clausura, conserva desde entonces este preciado tesoro.